# Méditerranée (opérette)
Pour les articles homonymes, voir Méditerranée (homonymie).
Personnages
Airs
Méditerranée est une opérette en 2 actes et 20 tableaux, d’après un livret de Raymond Vincy et la musique de Francis Lopez, représentée pour la première fois au théâtre du Châtelet de Paris, le 17 décembre 1955, avec Tino Rossi.

## Distribution et interprètes pour la création

### Comédie
- Juliette Germont : Aglaé
- Mario Franchi : Tino Rossi
- Padovani : Fernand Sardou
- Mimile : Albert Pierjac
- Conchita Cortez : Danielle Lamar
- Paola : Dominique Rika
- Mattéo : Henri-Jacques Huet

### Danse
- Le corps de Ballet du Châtelet avec Danielle Darmanche
- Le groupe de Big-Ben-Stars dans Télé-Bop
- Chorégraphie de Louis Orlandi

### Musique
- Chef d'orchestre : Félix Nuvolone
- Arrangements musicaux : Paul Bonneau

### Chansons
Reprises par Tino Rossi sur son album Méditerranée de 1956
- Ajaccio
- Méditerranée
- N’en dis rien à personne
- Tango Méditerranée.

### Mise en scène
- Maurice Lehman